# Andor (série de televisão)
Andor é uma série de televisão americana criada por Tony Gilroy para o serviço de streaming Disney+. A produção é uma prequela para o filme de Star Wars, Rogue One (2016), seguindo o personagem Cassian Andor cinco anos antes dos eventos do longa.
Diego Luna produz a série e reprisa seu papel de Rogue One como Cassian Andor junto de Stellan Skarsgård, Adria Arjona, Fiona Shaw, Denise Gough, Kyle Soller, e Genevieve O'Reilly. A Lucasfilm anunciou a série em novembro de 2018 com Luna escalado e Stephen Schiff contratado como showrunner. Schiff foi posteriormente substituído pelo co-roteirista de Rogue One, Tony Gilroy, como criador e showrunner em abril de 2020. As filmagens começaram no fim de novembro de 2020, com Gilroy impossibilitado de dirigir conforme planejado devido à pandemia de COVID-19. As gravações ocorreram no Pinewood Studios, em Londres, e em locações no Reino Unido, e foram encerradas em setembro de 2021.
A primeira temporada de 12 episódios de Andor estreou no Disney+ em 31 de agosto de 2022, com seus dois primeiros episódios. O resto da temporada foi lançado semanalmente. Uma segunda temporada de 12 episódios está em desenvolvimento e concluirá a série.

## Premissa
Começando cinco anos antes dos eventos do filme Rogue One (2016), a série segue um elenco de personagens durante o tempo em que uma Aliança Rebelde está se formando em oposição ao Império Galáctico. Um desses personagens é Cassian Andor, um ladrão que se torna um revolucionário e acaba se juntando à Rebelião.

## Elenco e personagens
- Diego Luna como Cassian Andor: Um ladrão cujo planeta natal foi destruído pelo Império. A série começa com Andor como um cínico "averso à revolução" e explora como ele se torna "a pessoa mais apaixonada que vai se entregar para salvar a galáxia" em Rogue One.[1][2]
- Stellan Skarsgård[3]
- Adria Arjona[4]
- Fiona Shaw[5]
- Denise Gough[3]
- Kyle Soller[3]
- Genevieve O'Reilly como Mon Mothma: Uma senadora que tenta navegar na política do Império enquanto ajuda secretamente a fundar a Aliança Rebelde..[3]

Adicionalmente, Forest Whitaker reprisa seu papel como Saw Gerrera, um veterano das Guerras Clônicas e líder de um grupo militante insurgente. Robert Emms e David Hayman foram escalados para papéis coadjuvantes não revelados.

## Episódios
| N.º | Título                | Dirigido por   | Escrito por    | Lançamento             |
| --- | --------------------- | -------------- | -------------- | ---------------------- |
| 1 | "Kassa"               | Toby Haynes    | Tony Gilroy    | 31 de agosto de 2022   |
| Cinco anos antes da Batalha de Yavin, Cassian Andor busca por sua irmã perdida no planeta industrial de Morlana One. Enquanto investiga, Cassian é confrontado por dois oficiais e estes acabam duelando. No planeta Ferrix, Andor tenta ocultar o crime convencendo sua mãe adotiva Maarva, o droide B2EMO e o amigo da família Brasso a abrigarem ele. Tendo uma "Unidade Starpath", uma valiosa peça de navegação estelar Imperial, Cassian pede a seu amigo Bix para conectá-lo com um comprador do mercado negro. O inspetor-chefe de segurança de Morlana One decide encobrir os assassinatos dos guardas das autoridades Imperiais. O zeloso Syril Karn, determinado a resolver o caso, rastreia a nave de Cassian e descobre seu paradeiro no planeta Ferrix. Em um flashback, um Cassian mais jovem, conhecido como "Kassa", se junta a um grupo em Kenari que partiu para localizar uma nave acidentada. Kassa rejeita os esforços de sua irmã mais nova para se juntar à busca, deixando-a para trás no acampamento tribal. |                       |                |                |                        |
| 2 | "That Would Be Me"    | Toby Haynes    | Tony Gilroy    | 31 de agosto de 2022   |
| Timm, ainda desconfiado do relacionamento de Bix com Cassian, denuncia Cassian à Inspeção de Segurança de Pre-Mor, que emite um mandado de prisão. Karn faz parceria com o sargento Linus Mosk, um oficial pré-morte igualmente zeloso, para prender Cassian. B2EMO informa Cassian e Maarva sobre o mandado. Cassian se prepara para fugir do planeta. Enquanto isso, Luthen Rael – comprador de Bix – viaja para Ferrix para obter a "Unidade Starpath". Em um flashback, Kassa e sua gangue localizam e investigam o navio acidentado perto de uma grande mina industrial abandonada. Quando um deles é morto por um tripulante do navio, a gangue mata o tripulante e deixa rapidamente o local. Kassa fica no local do incidente para explorar o navio. |                       |                |                |                        |
| 3 | "Reckoning"           | Toby Haynes    | Tony Gilroy    | 21 de setembro de 2022 |
| Luthen chega a Ferrix e encontra Cassian em uma fábrica abandonada. Karn e Mosk também surgem com um grupo de agentes de segurança. Eles confrontam Maarva, que se recusa a colaborar com a investigação. Karn descobre a localização de Cassian, interceptando uma transmissão que era originalmente para B2EMO. Cassian quer vender a Unidade Starpath e deixar o planeta, mas Luthen tenta convencê-lo a juntar-se à sua equipe rebelde citando seu repetido sucesso em roubar das forças Imperiais. |                       |                |                |                        |
| 4 | "Aldhani"             | Susanna White  | Dan Gilroy     | 28 de setembro de 2022 |
| Luthen leva Cassian para Aldhani, onde o convida a participar de um assalto ao Império. Relutante, Cassian aceita e escolhe o pseudônimo "Clem". Vel, líder rebelde, o apresenta ao grupo sem revelar o envolvimento de Luthen. O plano é roubar um centro Imperial, aproveitando um fenômeno natural no céu para facilitar a fuga. Em Coruscant, Luthen, disfarçado de antiquário, se encontra com Mon Mothma para discutir os desafios de esconder sua oposição ao Império. Enquanto isso, Karn vai morar com a mãe após ser demitido, e a tenente Dedra Meero tenta obter controle sobre o incidente de Ferrix. |                       |                |                |                        |
| 5 | "The Axe Forgets"     | Susanna White  | Dan Gilroy     | 5 de outubro de 2022   |
| Em Aldhani, "Clem" (Cassian) esconde seu passado dos outros rebeldes, gerando desconfiança, especialmente de Skeen. Taramyn treina o grupo para o assalto, e durante a viagem, Cassian revela ser um mercenário. Vel decide seguir com a missão, ignorando o passado de "Clem" por ora. O tenente Gorn, agente duplo, ajuda secretamente os rebeldes. Em Coruscant, Syril Karn conversa com sua mãe sobre novas oportunidades de carreira. Mon Mothma lida com tensões familiares enquanto cria uma fundação de caridade. No ISB, Blevin apreende um hotel em Ferrix, enquanto Meero descobre que os rebeldes estão realizando assaltos coordenados. Luthen aguarda notícias da equipe rebelde. |                       |                |                |                        |
| 6 | "The Eye"             | Susanna White  | Dan Gilroy     | 12 de outubro de 2022  |
| Com a ajuda de Gorn, os rebeldes se infiltram na guarnição imperial, fingindo ser escoltas do comandante Beehaz. Eles tomam sua família como refém e o forçam a abrir um cofre. Durante o carregamento dos créditos, os imperiais os descobrem, resultando em um tiroteio que mata Taramyn e Gorn. Cinta não consegue embarcar, e apenas Cassian, Skeen, Vel e Nemik escapam. Durante a fuga, Nemik é gravemente ferido. Em Frezno, enquanto tratam Nemik, Skeen sugere que ele e Cassian fujam com os créditos, mas Cassian, furioso e temendo por sua vida, mata Skeen. Ele explica a Vel e decide partir com seu pagamento, mas Vel lhe entrega o manifesto de Nemik. Em Coruscant, agenda da ISB se preparam para retaliar o assalto, enquanto Luthen comemora em silêncio ao ouvir as notícias. |                       |                |                |                        |
| 7 | "Announcement"        | Benjamin Caron | Stephen Schiff | 19 de outubro de 2022  |
| Karn começa um novo emprego na Bureau of Standards em Coruscant. O ISB ganha mais poder de vigilância e punição, enquanto Meero é desafiada por Blevin por acessar dados imperiais sem autorização. Ela convence seus superiores do valor de seu trabalho e é designada para supervisionar Ferrix. Kleya instrui Vel a matar Cassian, pois ele sabe a identidade de Luthen. Mon Mothma pede ajuda a Tay Kolma para acessar fundos familiares. Cassian volta a Ferrix para pagar dívidas antigas e descobre que as pessoas o culpam pelo ataque imperial. A presença de stormtroopers em Ferrix lembra Cassian da morte de seu pai adotivo por clones durante um protesto. Cassian tenta convencer Maarva a sair com ele, mas ela decide ficar. Cassian viaja para Niamos, adotando o nome "Keef Girgo". Mais tarde, ele é injustamente preso por um Shoretrooper e condenado a seis anos de prisão. |                       |                |                |                        |
| 8 | "Narkina 5"           | Toby Haynes    | Beau Willimon  | 22 de outubro de 2022  |
| Cassian é levado para uma prisão na ilha de Narkina 5, descobrindo que é um campo de trabalho forçado com milhares de outros prisioneiros. Vel e Cinta viajam para Ferrix para procurá-lo. Quando Maarva adoece, Bix tenta contatar Luthen sobre o paradeiro de Cassian, mas Luthen, preocupado em ser exposto, não responde. Ele então deixa Coruscant para se encontrar com Saw Gerrera. Luthen tenta contratar a célula rebelde de Gerrera para atuar como suporte aéreo para um ataque a estação de energia Imperial em Spellhaus organizado por Anto Kreegyr, mas é rejeitado. Dedra Meero questiona Syril Karn sobre suas experiências em Ferrix, mas recusa sua oferta de ajudar com sua investigação. Ela lidera uma unidade até Ferrix, onde ela apreende Bix. |                       |                |                |                        |
| 9 | "Nobody's Listening!" | Toby Haynes    | Beau Willimon  | 2 de novembro de 2022  |
| Dedra Meero e Dr. Gorst torturam Bix em busca de informações sobre Cassian e o assalto a Aldhani, mas não descobrem nada sobre Luthen. O ISB captura um piloto rebelde que revela planos de ataque em Spellhaus. Mon Mothma, em segredo, trabalha com Tay Kolma para financiar atividades rebeldes, enquanto tenta manter a fachada de uma vida apolítica e incentiva sua prima Vel a fazer o mesmo. Cassian fica sabendo que um prisioneiro que havia completado sua sentença foi enviado para trabalhar em um nível diferente em vez de ser libertado, forçando a prisão a matar todos os prisioneiros naquele nível em um encobrimento. Cassian e Kino percebem que a prisão nunca os deixará ir, convencendo Kino a se juntar ao esquema de Cassian para escapar. |                       |                |                |                        |
| 10 | "One Way Out"         | Toby Haynes    | Beau Willimon  | 9 de novembro de 2022  |
| Cassian inunda o andar de trabalho ao quebrar um cano de água, desativando o sistema de segurança e permitindo que os prisioneiros dominem os guardas e escapem. Kino incentiva outros andares a se rebelarem, mas revela que não sabe nadar, enquanto Cassian foge a nado com os outros fugitivos. Mon Mothma recusa a ajuda financeira do obscuro Davo Sculdun, pois ele propõe organizar um encontro entre seus filhos, seguindo a tradição de casamentos de Chandrila. O supervisor do ISB, Lonni Jung, secretamente um informante rebelde, se encontra com Luthen e o atualiza sobre as atividades do ISB. Os dois homens refletem sobre como ambos estão presos em seus papéis. |                       |                |                |                        |
| 11 | "Daughter of Ferrix"  | Benjamin Caron | Tony Gilroy    | 16 de novembro de 2022 |
| A morte de Maarva leva a uma cerimônia fúnebre em Ferrix, que Dedra Meero espera que atraia Cassian. Vel informa Kleya sobre a morte e descobre o plano de Mon Mothma de casar sua filha, Leida, para garantir financiamento com Davo Sculdun. Leida começa a participar de reuniões que exaltam as tradições Chandrilan, o que preocupa Mon e Vel. Syril Karn também descobre sobre o funeral. Saw Gerrera decide ajudar no ataque a Spellhaus, mas Luthen o dissuade, revelando que o ISB já sabe do plano. Luthen escapa de uma patrulha imperial, destruindo caças TIE. Com a ajuda dos Keredians Dewi e Freedi, Cassian e seu companheiro de prisão Ruescott Melshi conseguem escapar de Narkina 5 e viajar para Niamos para recuperar os pertences de Cassian. Depois que Cassian descobre que Maarva faleceu, Cassian e Melshi se separam, com a intenção de expor publicamente o injusto sistema prisional do Império. |                       |                |                |                        |
| 12 | "Rix Road"            | Benjamin Caron | Tony Gilroy    | 23 de novembro de 2022 |
| Cassian retorna a Ferrix para o funeral de Maarva e descobre que Bix está presa. O Império, liderado por Dedra Meero, planeja usar o funeral para capturar Cassian e interrogá-lo sobre Axis. Luthen, com a ajuda de Vel e Cinta, também planeja matar Cassian para impedir que ele revele segredos. O ISB interrompe o ataque de Kreegyr, mas mata todos os envolvidos, o que irrita Meero. Mon Mothma apresenta sua filha Leida ao filho de Davo Sculdun, seguindo a tradição de casamento de Chandrila. No funeral, uma gravação de Maarva incita a população a se rebelar contra o Império, gerando um motim. Durante o caos, Cassian resgata Bix, e Syril Karn salva Meero. Encontrando-se com B2EMO, Brasso e vários outros em um estaleiro, Cassian os convence a levar Bix para algum lugar seguro. Movido pela rebelião em Ferrix, Luthen retorna à sua nave onde Cassian está esperando. Sabendo das intenções de Luthen em Ferrix, Cassian oferece uma escolha: Luthen pode matá-lo ou levá-lo, para o que Luthen sorri. Em uma cena pós-créditos, droides montam componentes da Estrela da Morte, fabricados pelos prisioneiros de Narkina 5. |                       |                |                |                        |

## Produção

### Desenvolvimento
O CEO da Disney, Bob Iger anunciou em novembro de 2017 que a Disney e a Lucasfilm estavam trabalhando em uma série live-action de Star Wars para o Disney+. Em fevereiro de 2018, ele revelou que haviam, na verdade, várias . Uma dessas produções foi revelada em novembro do mesmo ano como sendo uma prequela ao filme Rogue One (2016). Ela foi descrita como um thirller de espionagem focado no personagem, com Diego Luna reprisando seu papel do filme. A produção estava prevista para iniciar em 2019, depois que Luna tivesse terminado de filmar a segunda temporada de Narcos: Mexico. Jared Bush originalmente desenvolveu a série, escrevendo um roteiro piloto e uma bíblia para o projeto.
No fim de novembro de 2018, Stephen Schiff estava trabalhando como showrunner e produtor executivo da série. Em julho de 2019, Rick Famuyiwa foi escalado, em conversas preliminares, para dirigir alguns episódios da produção depois de fazer o mesmo na primeira série live-action de Star Wars, The Mandalorian. Em outubro do mesmo ano, Tony Gilroy passou a fazer parte da equipe, escrevendo o primeiro episódio, dirigindo vários deles, e trabalhando ao lado de Schiff. Gilroy foi creditado como co-roteirista em Rogue One and supervisionou grandes refilmagens para o filme. Em abril de 2020, Gilroy substituiu oficialmente Schiff comoshowrunner. Houve seis semanas de produção Reino Unido, mas estas foram pausadas e a série atrasada devido à pandemia de COVID-19. A pré-produção foi iniciada mais uma vez em setembro, com o plano de início das filmagens no mês seguintes. À época, Gilroy, que se encontrava em Nova York, optou por não viajar para o Reino Unido por conta da pandemia e foi, portanto, impossibilitado de dirigir o primeiro episódio da série. Em seu lugar, Toby Haynes, que residia no Reino Unido e estava no "topo da lista" de possíveis diretores para a série, foi contratado para dirigir os três primeiros episódios. Gilroy seguirá como produtor executivo e showrunner. A presidente da Lucasfilm, Kathleen Kennedy anunciou o título da série, Andor, em dezembro de 2020, assim como a data de lançamento para 2022. Luna foi revelado como produtor executivo da produção, que estava planejada para possuir 12 episódios. Em fevereiro de 2021, Ben Caron e Susanna White foram escolhidos como diretores adicionais.
Em fevereiro de 2022, a estrela Stellan Skarsgård indicou que a série teria uma segunda temporada, com as filmagens começando no final de 2022. Naquele abril, o diretor de fotografia Adriano Goldman disse que originalmente havia planos para a série durar cinco temporadas, mas ele acreditava que eles haviam mudado e agora era esperado que durasse três. Na Star Wars Celebration um mês depois, a Lucasfilm confirmou uma segunda temporada de 12 episódios. Gilroy explicou que o plano original de cinco temporadas foi considerado "fisicamente impossível" devido à escala da série, e, em vez disso, eles perceberam que poderiam terminar a série com mais uma temporada que levaria diretamente aos eventos de Rogue One.

### Roteiro
Além de Gilroy e Schiff, são também roteiristas da série Beau Willimon e Dan Gilroy, irmão de Tony. Gilroy queria que a série fosse acessível a todos os espectadores, não apenas aos fãs de Star Wars, com a esperança de que esses fãs pudessem assistir a série com seus amigos e familiares que não estão interessados no resto da franquia. Luna expressou sua empolgação por poder explorar o personagem de Andor ainda mais na série após a experiência agridoce de fazer Rogue One, no qual o personagem morre. Como Andor é uma prequela do filme, Luna disse que foi "bom entrar em uma história que você já conhece o final. Agora você pode pegar as nuances e as camadas. Acho divertido fazer algo que não é apenas chegar ao fim. É adiar isso." Luna foi capaz de sugerir elementos da história de fundo do personagem que ele havia pensado durante as filmagens de Rogue One, e ficou grato que Gilroy fez do personagem um refugiado. Ele explicou: "É a jornada de um migrante, que para mim é tudo de onde venho. Esse sentimento de ter que se mudar está por trás dessa história muito profundamente".
A primeira temporada começa cinco anos antes de Rogue One e conta um ano da história de Andor quando ele se torna um revolucionário. Os próximos quatro anos são então cobertos pela segunda temporada, que leva diretamente aos eventos do filme. Gilroy abordou as duas temporadas como duas metades de um romance. Luna disse que a série era sobre a construção de uma revolução, e disse que era importante explorar "o revolucionário que podemos nos tornar para mudar as coisas, parar a guerra, tornar este mundo um lugar habitável", o que ele sentiu ser relevante para questões do mundo real. Gilroy afirmou: "Esse cara deu sua vida pela galáxia, certo? Quero dizer, ele conscientemente, sobriamente, sem vaidade ou reconhecimento, se sacrificou. Quem faz isso?" Ele queria explorar essa ideia na primeira temporada, começando com Andor "sendo realmente avesso à revolução, cínico, perdido e meio bagunçado". A temporada mostra a destruição do planeta natal de Andor quando ele era um menino, e então é baseado no planeta adotivo de Andor que se radicaliza contra o Império. Depois de começar com a história de Andor nos três primeiros episódios, o quarto começa a expandir o escopo da série para incluir o resto de seu grande elenco, como o líder rebelde Mon Mothma, cujo caminho se cruzará com o de Andor na segunda temporada. Gilroy sentiu que os fãs de Star Wars veriam Mothma sob uma nova luz depois de assistir à série, e acrescentou que havia personagens e eventos importantes na série que seriam diferentes ou "mais interessantes" do que os fãs perceberam anteriormente: "O que lhe disseram , o que está na Wookieepedia... está realmente tudo errado".

### Design
Luke Hull atua como designer de produção da série, e a descreveu como "muito cinemática". Neal Scanlan é responsável pelos efeitos das criaturas e dos dróides, depois de fazer o mesmo para todos os outros filmes de Star Wars produzidos pela Disney, incluindo Rogue One. Ele declarou que seu time estava tratando a série da mesma forma que tratavam os filmes, e que, devido ao envolvimento de Gilroy, a produção caberia no mesmo "bolso de histórias [de Star Wars]" que Rogue One, com um borda levemente mais espessa que os outros projetos de Star Wars. Scanlan acrescentou que as criaturas desenvolvidas para os filmes que acabaram não aparecendo ou fizeram breves aparições poderiam retornar, ao lado de outros seres desenvolvidos exclusivamente para a série.

### Seleção de elenco
Diego Luna foi confirmado para reprisar seu papel como Cassian Andor, do filme Rogue One, no anúncio da série, em novembro de 2018. Em abril de 2019, Alan Tudyk foi revelado para também reprisar seu papel como K-2SO. Um ano depois, Stellan Skarsgård, Kyle Soller, Genevieve O'Reilly, e Denise Gough se uniram ao elenco. O'Reilly repete o papel de Mon Mothma de Rogue One e mídias anteriores de Star Wars. Adria Arjona entrou para o time em agosto de 2020, enquanto Fiona Shaw foi revelada em dezembro, enquanto Tudyk ainda não havia tido seu nome incluído em uma lista oficial do elenco. Um mês depois, Tudyk confirmou que não iria mais aparecer na primeira temporada, devido a mudanças feitas por Gilroy, mas afirmou que poderia aparecer em potenciais temporadas seguintes. Robert Emms foi escalado para um papel coadjuvante em junho de 2021, quando Skarsgård revelou que Forest Whitaker estava reprisando seu papel como Saw Gerrera de Rogue One. Em fevereiro de 2022, David Hayman confirmou que teve um papel na série depois de ser visto por fãs durante as filmagens. A primeira temporada tem mais de 200 nomes no elenco e mais de 6000 extras.

### Filmagens
As filmagens da série começara em Londres, Inglaterra, no fim de novembro de 2020, com a equipe alocada no Pinewood Studios. A produção foi filmada sob o título de trabalho de Pilgrim, e foi a primeira série live-action de Star Wars a não fazer uso da tecnologia de fundo digital StageCraft. Isso foi feito porque os roteiros eram mais adequados para serem filmados em locações e grandes sets, e Luna observou que adotar uma abordagem de filmagem diferente para a série a tornou semelhante a Rogue One, que também tinha um estilo de filmagem diferente dos outros filmes de Star Wars. Toby Haynes dirigiu os três primeiros episódios, e Jonathan Freeman como diretor de fotografia. Anteriormente, já havia sido dito que as gravações começariam em 2019, e depois em junho de 2020, mas foram atrasadas devido à pandemia do COVID-19. Tanto os protocolos de COVID-19 da do Reino Unido quanto dos Estados Unidos foram seguidos no set, incluindo medições diárias de temperatura e testagem três vezes por semana. A filmagem no Pinewood Studios estava prevista para se encerrar em julho de 2021.
No fim de janeiro de 2021, uma grande vila havia sido construído para a série, nos pés de uma antiga pedreira em Little Marlow, Buckinghamshire, não muito longe do Pinewood Studios. A gravação estava prevista para acontecer naquele local até abril. Em abril, também houve filmagens na Coryton Refinery em Corringham, Essex. Vários dias de filmagem ocorreram em Cleveleys no Fylde Coast de Lancashire, no início de maio,  com as áreas de passeio e a praia caracterizadas como um local alienígena, seguido por diversos dias filmando na pedreira abandonada de Winspit, em Dorset. As filmagens da segunda unidade e das locações começaram por a menos uma semana no fim de maio no Black Park, um country park em Buckinghamshire, próximo do Pinewood Studios, que também é usado para filmar os filmes de Star Wars produzidos pela Disney. No fim de maio, a produção principal de Pilgrim foi movida para Glen Tilt em Perthshire, Escódia, e estava prevista para seguir lá ate o fim de junho. Cerca de 500 membros da equipe viajaram para Oban, na Escócia, para filmar na represa de Cruachan, nas proximidades. Isso começou em 18 de junho, com cenários construídos ao redor da barragem e filmagens também acontecendo em seus túneis. De 22 a 24 de junho, as filmagens ocorreram em Middle Peak Quarry, perto de Wirksworth, Derbyshire. A produção estava definida para terminar em meados de 2021, e Luna confirmou que terminou em 27 de setembro.
A segunda temporada está programada para começar a ser filmada em novembro de 2022.

### Música
Gilroy entrou em contato com Nicholas Britell sobre como compor para a série em 2020, antes do início das filmagens para que ele pudesse compor a música de origem que seria tocada no set. Gilroy e Britell, que são vizinhos em Manhattan, se conheceram para o projeto em agosto de 2020. Kennedy e Gilroy queriam que a série tivesse um som único, e Britell disse que seria "orquestral-plus" com uma "ampla gama de sons" incluindo alguns que ele havia criado. Ele acrescentou que o grande escopo da série significa que "cada episódio tem novas demandas, novas músicas e novas ideias. É importante que, à medida que a história evolui, a música também evolua". Britell foi revelado publicamente como compositor da série em fevereiro de 2022, e ainda estava trabalhando nisso em maio, quando disse que eles estavam "trabalhando sem parar por meses, na verdade anos, neste momento". A gravação estava em andamento nos estúdios AIR Lyndhurst em Londres, com uma orquestra completa. Britell não pôde viajar para Londres devido à pandemia, mas tinha uma equipe lá que também trabalhou com ele em outras séries de televisão.

## Marketing
Uma tomada de demonstração, contendo cenas por trás das câmeras da pré-produção e as filmagens, foi lançada durante a apresentação do Disney's Investors Day em dezembro de 2020, quando o título e o elenco da série foram anunciados oficialmente por Kennedy. Gilroy, Luna e O'Reilly promoveram a série na Star Wars Celebration em maio de 2022, onde revelaram o primeiro teaser trailer. Aaron Couch, do The Hollywood Reporter, disse que mostrou o "lado corajoso" do universo de Star Wars. Daniel Chin, do The Ringer, sentiu que a série tinha uma identidade única na franquia Star Wars, com um tom mais sombrio, e disse que o teaser "pinta um retrato dos anos de formação da rebelião contra o Império". Ryan Scott, do /Film, sentiu que o teaser deu a "visão mais abrangente do programa até o momento". Ele disse que a série poderia explorar a moralidade por trás dos rebeldes, escrevendo que enquanto eles são geralmente vistos como heróis, também há "muita área cinzenta a ser explorada". Escrevendo para a CNET, Sean Keane sentiu que o trailer não revelava muito, mas dava um "gosto intrigante do tom de espionagem do programa".

## Lançamento
A série estava programada para estrear no Disney+ em 31 de agosto de 2022, com seus dois primeiros episódios, mas teve seu lançamento adiado para 21 de setembro. O resto da primeira temporada de 12 episódios será lançada semanalmente. A série estava prevista para estrear em 2021, antes que a produção fosse adiada pela pandemia de COVID-19. A segunda temporada também terá 12 episódios.Uma semana antes de estrear, a produção recebeu boas avaliações da crítica especializada.